# Stanisław Biernacki
Stanisław Biernacki (ur. 3 sierpnia 1916 w Ługowie, zm. 8 lutego 1945 pod Lodenau) – oficer, uczestnik II wojny światowej w szeregach Wojska Polskiego, Batalionów Chłopskich i ludowego Wojska Polskiego.

## Życiorys
Syn Michała Biernackiego. Edukację zakończył w 1934 roku, i jako absolwent gimnazjum im. Zamojskiego w Lublinie rozpoczął służbę w Wojsku Polskim. W 1939 roku został awansowany do stopnia podporucznika i przeniesiony do 6 pułku artylerii lekkiej. W czasie niemieckiej agresji na Polskę w 1939 roku walczył w szeregach 55 pułk artylerii lekkiej. Po zakończeniu działań wojennych wrócił do domu w Ługowie. 
Zajął się pracą na roli i konspiracją. Został partyzantem Batalionów Chłopskich, a gdy na ziemie polskie dotarły oddziały ludowego Wojska Polskiego, wstąpił w ich szeregi. Skierowano go do 33 pułku piechoty. Razem z 33 pp uczestniczył w walkach z armią niemiecką w czasie ofensywy styczniowej, którą od 12 stycznia 1945 roku prowadziła Armia Czerwona razem z ludowym Wojskiem Polskim. Szlak bojowy zakończył pod miasteczkiem Lodenau, gdzie poległ. Jego ciało pochowano pod Rothenburgiem, a po zakończeniu wojny przeniesiono na cmentarz w Zgorzelcu. Ciało złożono w mogile oznaczonej nr 1524. 

## Awanse
- podporucznik (1939)
- porucznik (1945)[4]

## Ordery i odznaczenia
- Krzyż Walecznych (1945)[3]